# Bea Moedt

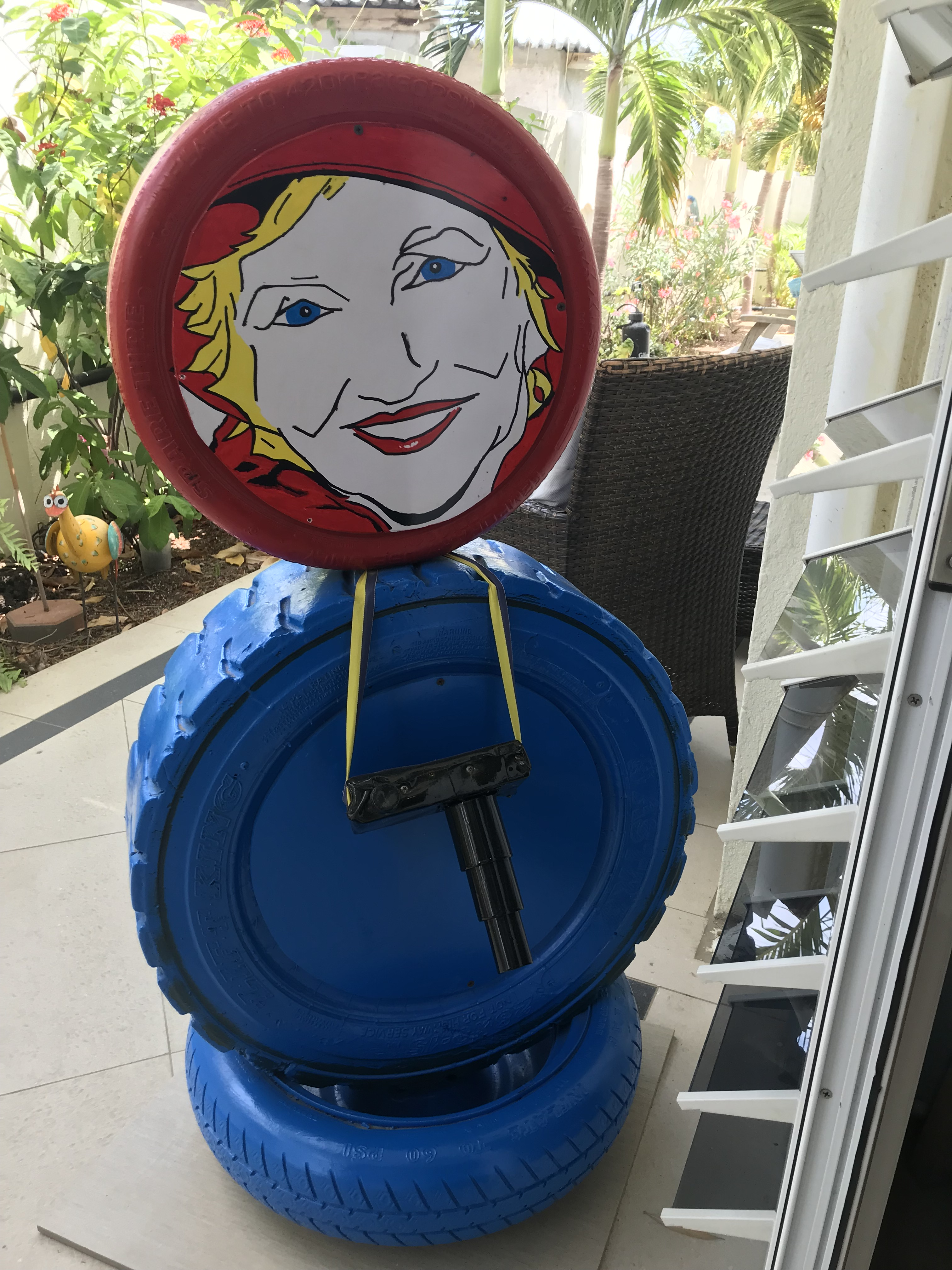
Standbeeld van Bea Moedt in Arco Cavent

Bea Moedt (Rotterdam, 18 januari 1950 - Willemstad Curaçao, 26 oktober 2024) was een Nederlands fotograaf. Sinds 1993 woonde zij op Curaçao.

## Leven en werk
Bea Moedt werd in Rotterdam geboren. Zij groeide op in na-oorlogs Nederland maar voelde zich daar nooit thuis. Ze trouwde met Willem Moedt, die in de bouw werkte. Toen ze in de krant een personeelsadvertentie las voor een projectmanager in Curaçao, zag ze mogelijkheden. Haar man kreeg de baan en in 1993 verhuisden ze naar Curaçao. Uiteindelijk begon haar man daar zijn eigen bedrijf.
Nadat ze rond haar vijftigste een TIA had gekregen, begon ze bij wijze van therapie met fotograferen om zich te kunnen herinneren wat er gedurende de dag gebeurd was. Sinds 2006 werkte ze samen met Elodie Heloise, om te beginnen voor de rubriek Door de lens van Bea Moedt bij Cpost, een online magazine van Memento Vivi dat tot in 2012 verscheen; Moedt leverde een foto en Heloise schreef daar een tekst bij. Ze werd een bekend fotograaf voor kranten, het Nederlandse Koninklijk Huis, het Curaçao North Sea Jazz Festival, de Koninklijke Marine, de kustwacht, Curaçao International Airport, de KLM en vele anderen. De regering van Curaçao eerde haar door de uitgifte van een speciale postzegel van een van haar luchtfoto's. Ze won ook verschillende fotowedstrijden en kreeg in 2015 de Grote Paul Huf prijs voor haar werk.
Moedt had een slechte gezondheid en in maart 2022 kreeg ze te horen dat ze niet lang meer te leven had. Haar gezondheid ging zo ver achteruit dat zij niet langer thuis kon blijven en ze verhuisde naar hospice Arco Cavent. Overweldigd door de goede zorg begon ze op Facebook een crowdfundingsactie voor het hospice, zodat meer ongeneeslijk zieke mensen toegang zouden kunnen krijgen tot de speciale vorm van zorg die het hospice biedt. Ze plaatste een foto van zichzelf met Barry Hay en voor elke 'like' van het bericht doneerde ze vijftig cent. Daarna besloot ze een boek te maken met haar meest indrukwekkende foto's. De opbrengst van het boek, Curaçao – My lasting love affair, komt volledig ten goede aan Arco Cavent.
De rechten van haar foto's bracht ze onder bij Stichting Bea Moedt. De opbrengst komt ten goede aan goede doelen die iets teruggeven aan de gemeenschap.
In maart 2024 is voor Bea Moedt in Arco Cavent een standbeeld opgericht, gemaakt door de lokale kunstenaars Melissa Josefa van Curamore en Siegmond van Lamoen.
Bea Moedt zou 31 maanden in Arco Cavent blijven. Ze overleed daar op 26 oktober 2024 op 74-jarige leeftijd. Op de website van haar stichting staat: "Haar fotografie is de erfenis die ze achterlaat om ons eraan te herinneren hoe bijzonder het leven is".